# Zhang Yongqiang
Zhang Yongqiang (chiń. 张永强; ur. 19 marca 1985 w Shandong) – chiński wioślarz, reprezentant Chińskiej Republiki Chińskiej w wioślarskiej ósemce podczas Letnich Igrzysk Olimpijskich w Pekinie.

## Osiągnięcia
- Mistrzostwa Świata – Eton 2006 – dwójka bez sternika – 4. miejsce[1].
- Mistrzostwa Świata – Monachium 2007 – ósemka – 7. miejsce[1].
- Igrzyska Olimpijskie – Pekin 2008 – ósemka – 7. miejsce[2].